# فون‌اوتوگراف

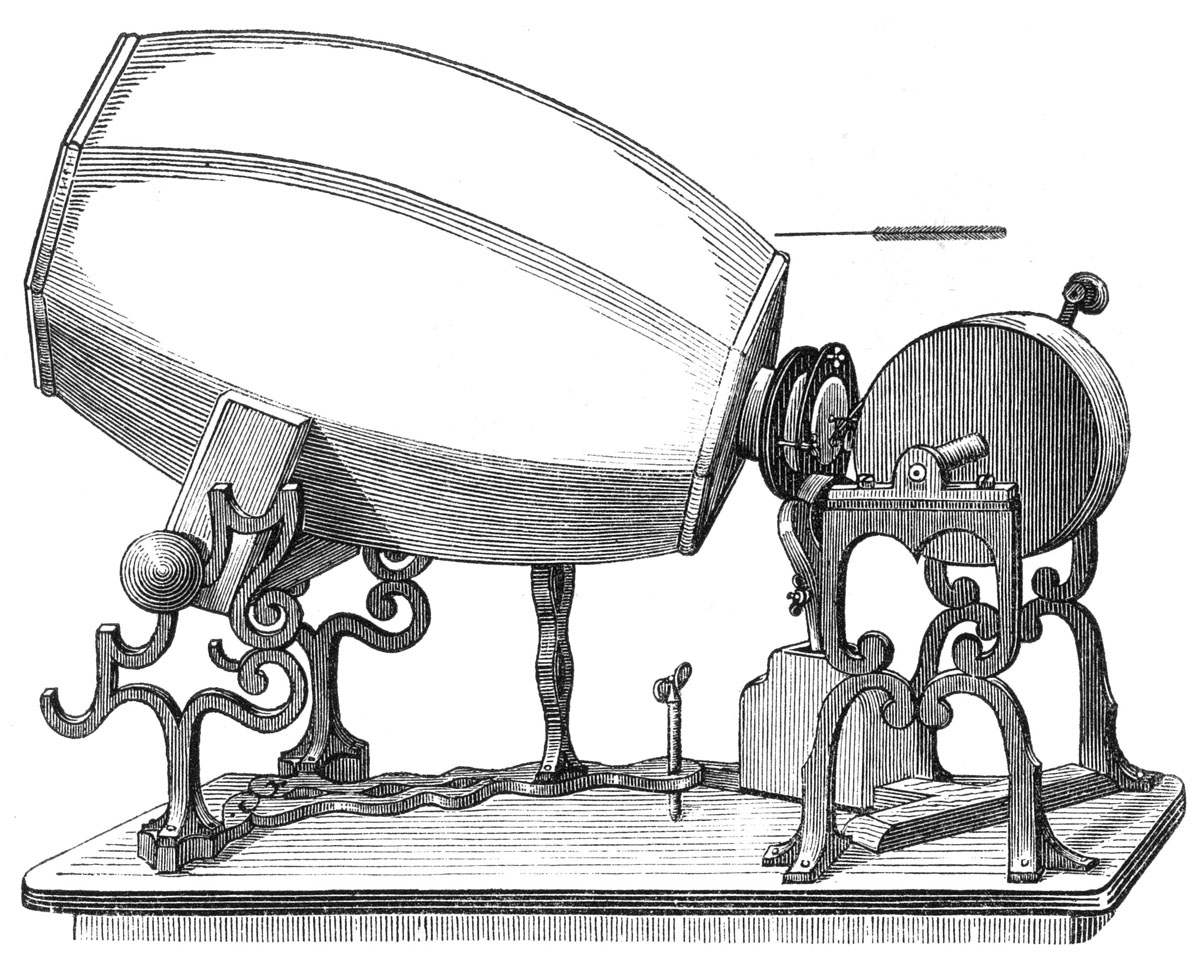
نگاره‌ای از یک فونوتوگراف نسخهٔ اولیه (۱۸۵۹). برای دریافت بهتر صدا، بُشکهٔ آن از گچ پاریس ساخته شده‌است.

فون‌اوتوگراف (انگلیسی: Phonautograph) نخستین دستگاه شناخته‌شده برای ضبط صدا است.
این دستگاه در زمان خود قابل بازپخش نبود تا اینکه چند نسخه ضبط شده از فون‌اتوگراف پیش از سال ۱۸۶۱ در سال ۲۰۰۸ با اسکن آن و تبدیل آن به فایل صدای دیجیتال بازپخش شد.